# Пираканта ярко-красная
Пирака́нта я́рко-кра́сная (лат. Pyracantha coccinea) — широколиственный кустарник с декоративными плодами, вид цветковых растений рода Пираканта (Pyracantha) семейства Розовые (Rosaceae).

## Ботаническое описание

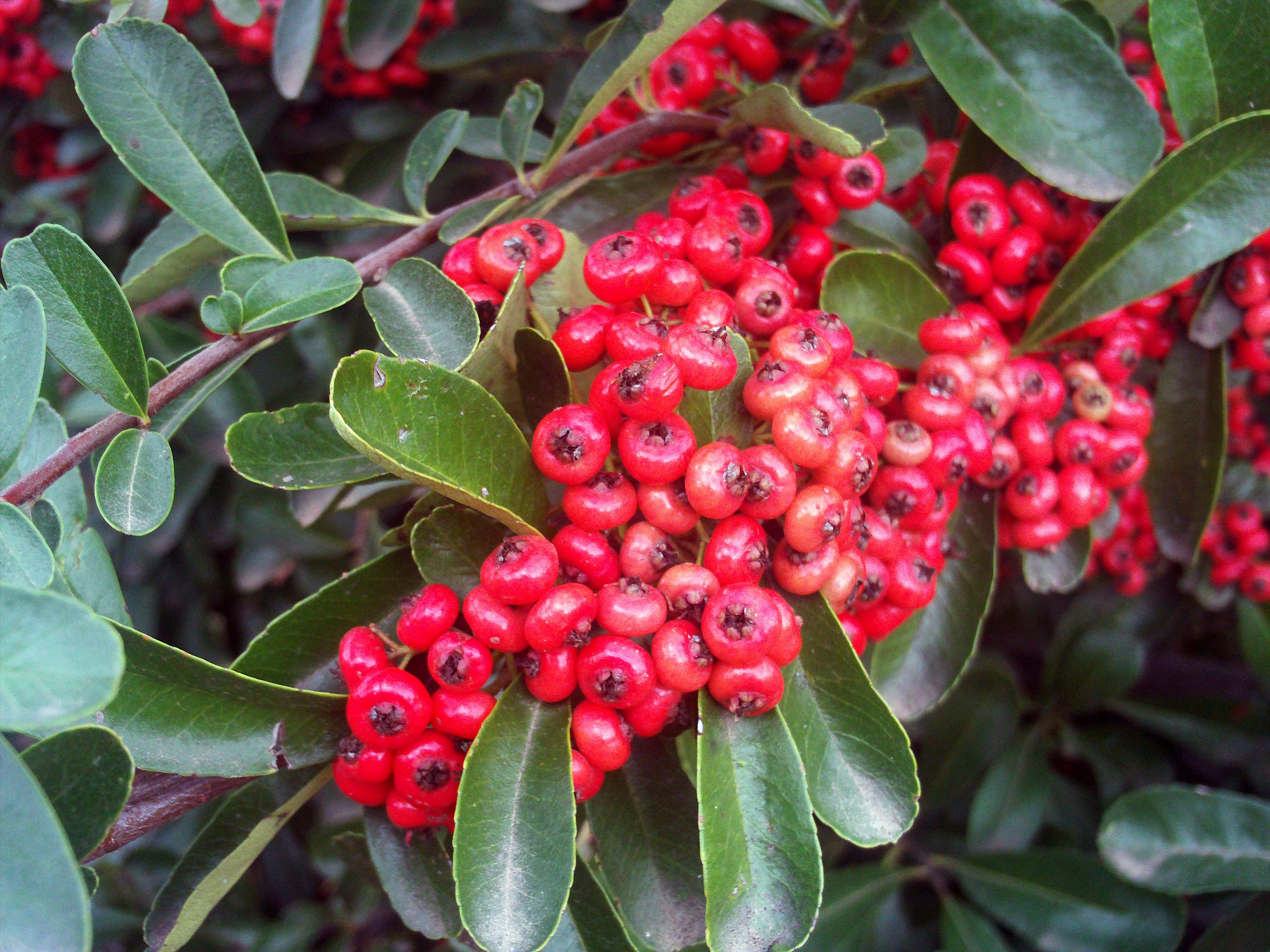
Плоды

Вечнозелёный густоветвящийся кустарник высотой 2–3 (максимум — 5) м, с раскидистой кроной и красновато-бурыми колючими ветвями. Соцветия и молодые побеги опушённые.
Листья простые, очерёдные, кожистые, эллиптические или ланцетные или обратно-яйцевидные, 2–4 см длиной, более или менее заострённые, с клиновидным основанием, зубчатые по краю, голые, первое время слегка опушённые. Черешок также опушённый, 2–5 мм длиной. Прилистники обычно листопадные.
Соцветие — густой щиток или зонтичная метёлка, более-менее опушённое. Цветки мелкие, гермафродитные, белые и розовато-желтоватые, несколько неприятно пахнущие, на короткой ножке, с воронковидным гипантием, треугольными чашелистиками, красными пыльниками. Лепестков пять, околоцветник двойной. Лепестки раскидистые, округлые, длиной до 4 мм. Образуется около 20 коротких тычинок . Пестики свободные, однокамерные, с короткими столбиками , полуперевернутые.
Плод — яблочко, размером 5–7 мм, от ярко-красного цвета (отсюда название) до жёлтого (окраска обусловлена содержанием каротиноидов), округлые, многосемянные, с чашечками на кончике, долго держатся на растении. Зимой плоды нередко поедаются птицами. Семена слегка ядовиты из-за содержания цианистых гликозидов. Плод и другие части растения их не содержат.
Цветение в июне, плодоношение с сентября.
Число хромосом 2n = 34.
Размножается вегетативно корневыми отпрысками.

## Распространение

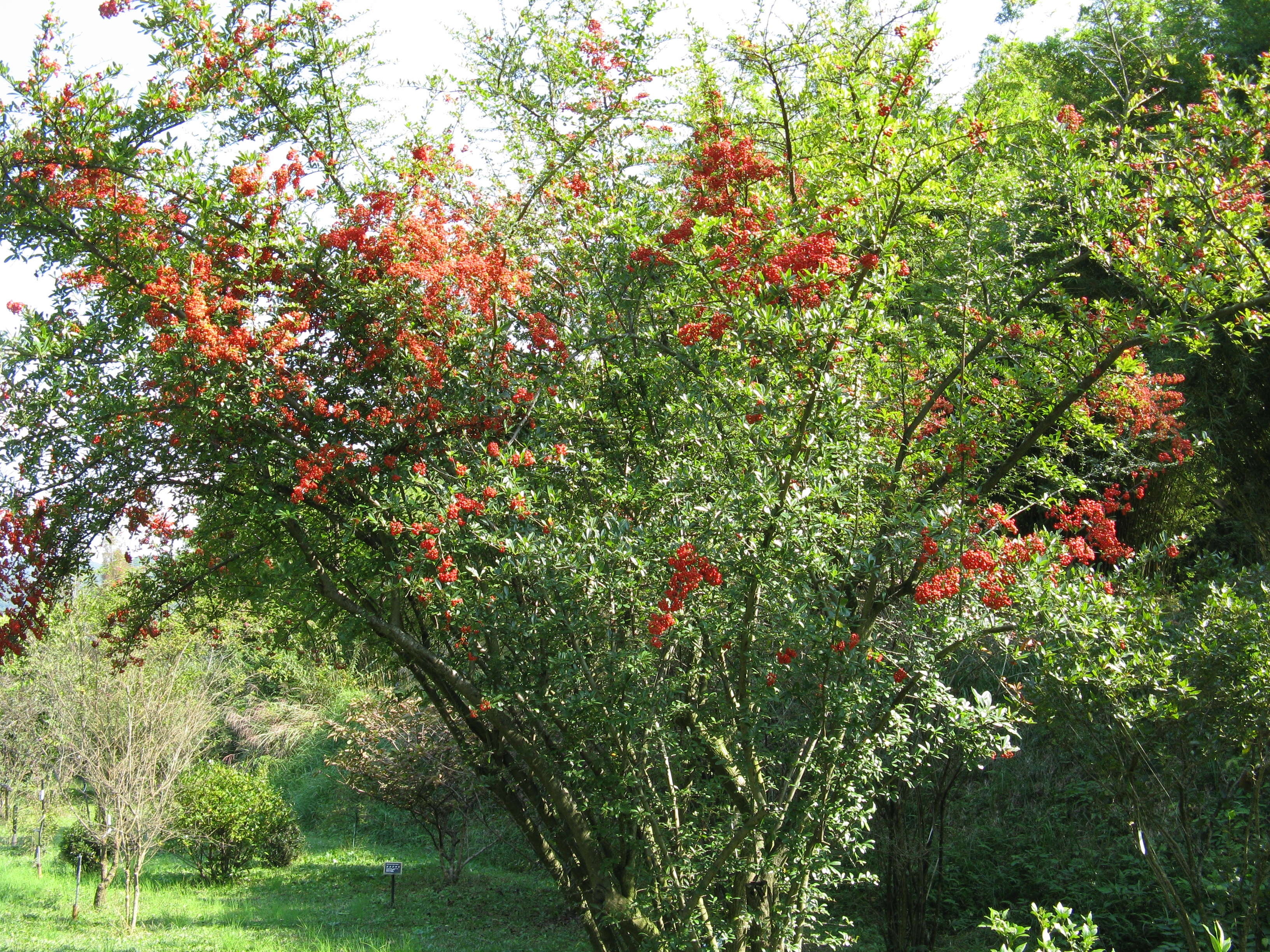
Общий вид плодоносящего растения

В ареал вида входят Южная Европа, Малая Азия и Кавказ. В XVII веке он был интродуцирован в Центральную Европу. Также интродуцирован в Северную Америку в XVIII веке.

## Охрана
Вид включён в Красную книгу Азербайджанской Республики, а также субъектов РФ: Республики Адыгея и Республики Дагестан.

## Хозяйственное значение и применение
Пираканта ярко-красная выращивается как декоративное растение. Растёт на сухих, тяжёлых почвах, подходит для выращивания в промышленных районах.

## Синонимика
- Cotoneaster pyracantha (L.) Spach
- Mespilus pauciflora Poir.
- Mespilus pyracantha L.
- Pyracantha pauciflora (Poir.) M.Roem.[4]